# Robert Topel
Robert Harry Topel (* 1952) ist ein US-amerikanischer Wirtschaftswissenschaftler und Hochschullehrer.

## Werdegang, Forschung und Lehre
Topel studierte an der University of California, Santa Barbara, an der er 1974 als Bachelor of Arts graduierte. Anschließend setzte er sein Studium an der University of California, Los Angeles fort, wo er zunächst 1978 als Candidate of Philosophy und im Dezember 1980 als Ph.D. abschloss. Ab 1980 gehörte er als Assistant Professor und ab 1983 als Associate Professor zum wissenschaftlichen Personal der University of Chicago. 1985 kehrte er an die UCLA zurück, dort wurde er im folgenden Jahr zum ordentlichen Professor berufen. Im selben Jahr folgte er jedoch einem Ruf der University of Chicago, wo er seither forscht und lehrt.
Topels Arbeitsschwerpunkte liegen im Bereich der Gesundheits-, Arbeits- und Industrieökonomik. Dabei setzte er sich beispielsweise mit ökonomischen Fragen rund um den Wohlfahrtsstaat auseinander. Unter anderem entwickelte er ein Rahmenwerk zur Bewertung von Verbesserungen von Gesundheit und Lebenserwartung von Individuen, gemeinsam mit Kevin M. Murphy wurde er hierfür 2007 mit dem Arrow-Preis ausgezeichnet.
Von 1993 bis 2003 war Topel Herausgeber des Journal of Political Economy. Von 1991 bis 1993 war er Mitglied des Editorial Board des Periodikums American Economic Review, zudem war er 1983 Gründungsherausgeber des Journal of Labor Economics.